# Lejeunea flava
Lejeunea flava là một loài Rêu trong họ Lejeuneaceae. Loài này được (Sw.) Nees mô tả khoa học đầu tiên năm 1838.